# Chasseur immobilier
Un chasseur immobilier est un agent immobilier qui prend en charge la recherche immobilière de ses clients. Il est intermédiaire dans les transactions immobilières. Il est au service de l'acheteur et s'occupe des démarches de prospection, des visites, de faire la sélection des biens et bien sûr de la négociation des prix.
Il se différencie d'un agent immobilier par la détention d'un mandat de recherche pour le compte d'un acheteur. À l'inverse, un agent immobilier détient généralement un mandat de vente pour le compte d'un vendeur.

## Conditions d'exercice de la profession
La loi Hoguet du 2 janvier 1970 et son décret d'application définissent les conditions d'exercice de la profession.
- Le chasseur immobilier qui utilise le statut d'agent immobilier pour exercer est obligatoirement titulaire d'une carte professionnelle pour pouvoir exercer cette activité. Il s'agit de la carte pour la vente d'immeubles, qui précise le type d'activité : « Transactions sur immeubles et fonds de commerce ». Les mêmes lois régissent les mêmes activités.
- Cette activité a été reconnue depuis peu par la LOI ALUR   === La  loi ALUR renforce et reconnait le rôle du  chasseur immobilier === La loi ALUR a été promulguée le 26 mars 2014.  Parmi ses très nombreuses dispositions, elle crée le Conseil national  de la transaction et de la gestion immobilières. La profession d’agent  immobilier était réglementée, elle est dorénavant organisée.  Elle étend le domaine d’application à la recherche de biens  immobiliers. En application de cette loi, les chasseurs d’appartement,  ou chasseurs immobiliers, qui prospectent et cherchent des biens au  bénéfice des acheteurs doivent détenir la carte professionnelle d’agent  immobilier.  Jusqu’alors certains professionnels, en proposant leurs services pour  la négociation du prix et l’assistance dans les démarches  d’acquisition, se livraient de fait à l’exercice d’activités soumises à  cette loi, sans parfois être titulaires de la carte  professionnelle et  donc sans justifier d’une aptitude professionnelle, d’une garantie  financière (non obligatoire) ou d’une assurance de responsabilité civile  professionnelle.  Désormais, cette activité est soumise à la loi Hoguet. Cette mesure  d’application immédiate s’applique aux contrats de mandat conclus à  compter de l’entrée en vigueur de la loi.

### L'obtention obligatoire d'une carte professionnelle
Depuis le 1er janvier 2006, il existe trois cartes professionnelles : « transactions sur immeubles et fonds de commerce », « gestion immobilière » et « marchand de listes ». Celles-ci sont valables 10 ans. Toute modification doit être rapportée auprès de la préfecture qui a délivré la carte. 
Remarque :
la loi no 2006-872 du 13 juillet 2006 (dite loi « ENL ») prévoit que les personnes physiques et les représentants légaux et statutaires d’une personne morale titulaires d’une carte professionnelle délivrée au plus tard le 31 décembre 2005 sont réputées justifiées de l’aptitude professionnelle à compter du 1er janvier 2006.

#### Délivrance de la carte professionnelle à une personne physique
Afin d'obtenir la carte professionnelle, le demandeur personne physique doit remplir les conditions suivantes :
- en matière de diplôme ou d’aptitude professionnelle : le futur agent immobilier doit être titulaire soit d’un diplôme de niveau bac +3 dans les domaines d’études juridiques, économiques ou commerciales, soit d’un diplôme universitaire de technologie ou un BTS dans le secteur immobilier, soit du diplôme d’études économiques et juridiques appliquées à la construction et à l’habitation, option vente et gestion d’immeuble. À défaut de la détention de ces diplômes, le futur professionnel pourra justifier d’une expérience professionnelle dans ce secteur d’activité soit d’au moins trois ans s’il a le baccalauréat ou un diplôme équivalent, soit d’au moins dix ans s’il n’a aucun de ces diplômes (réduite à quatre ans s’il s’agit d’un emploi de cadre). L’emploi peut être à temps complet ou partiel, sur une période ou non continue ;
- justifier de son état civil, de son domicile et de sa profession ;
- justifier d'une garantie financière suffisante permettant le remboursement des fonds, effets ou valeurs détenus par l’agent. Cette garantie doit résulter d’un engagement écrit fourni soit par une entreprise d’assurance spécialement agréée, soit par un établissement de crédit ou par tout établissement autorisé à effectuer des opérations de banque au sens de l’article L. 518-1 du Code monétaire et financier. Le montant de la garantie doit être au moins de 110 000 euros. Cette garantie minimale est cependant fixée à 30 000 euros pour les deux premières années d’exercice. Pour plus de renseignement, contacter votre préfecture. La garantie financière couvre désormais toute créance ayant pour origine un versement ou une remise effectuée à l’occasion d’une opération immobilière (article 1 de la loi du 2 janvier 1970). Le garant ne peut plus exiger du créancier qu’il agisse préalablement aux fins de recouvrement ;
- souscrire une assurance de responsabilité civile professionnelle (RCP) ;
- ne pas avoir fait l'objet d'une condamnation pénale par une juridiction française ou étrangère pour l'une des infractions suivantes : crime, peine d’au moins trois mois d’emprisonnement sans sursis pour escroquerie, abus de confiance, recel, blanchiment, corruption active ou passive, trafic d’influence, soustraction et détournement de biens, faux et falsification de titres et de valeurs fiduciaires émises par l’autorité publique, falsification des marques de l’autorité, participation à une association de malfaiteurs, trafic de stupéfiants, proxénétisme, banqueroute, prêt usuraire, infractions à la législation sur les loteries, cercles, casinos, à la législation sur les relations financières avec l’étranger, fraude fiscale, infraction au Code de la construction et de l’habitation, destitution d’office public ou ministériel ;
- ne pas faire l'objet d'une des incapacités suivantes : prononcé d’une mesure de faillite personnelle, d’une radiation des fonctions d’administrateur ou de mandataire judiciaire, d’une interdiction d’exercer au moins pendant six mois une profession libérale.

Toute personne qui encourt une incapacité doit cesser la fonction d’agent immobilier dans le mois qui suit le jour où l’incapacité est devenue définitive et a été notifiée. Ce délai peut cependant être réduit ou supprimé par le juge (voir le paragraphe relatif aux sanctions ci-dessous).

#### Délivrance de la carte à une personne morale
La personne morale ne peut se voir délivrer la carte professionnelle d'agent immobilier que si ses représentants légaux et statutaires ont satisfait aux conditions citées ci-dessus applicables aux personnes physiques. Ces représentants doivent, de plus, justifier, lors de la demande de la carte professionnelle, de la dénomination, de la forme juridique, du siège social et de l'objet de la personne morale par la présentation d'un extrait du registre du commerce.
Une déclaration préalable d'activité doit être souscrite à la préfecture du département où est situé chaque établissement, agence, succursale ou bureau par la personne qui en assure la direction.

### Autres conditions d'exercice de la profession

#### Obligation d'un mandat écrit (Mandat de recherche)
L'agent immobilier ne peut procéder à la transaction que s'il est muni d'un mandat écrit dont l'original sera remis au client. À défaut, l'agent immobilier ne peut percevoir de rémunération, quelle qu'en soit sa nature. La convention ainsi passée doit préciser :
- les caractéristiques du bien immobilier recherché par le client ;
- la nature de la prestation promise au client ;
- le montant de la rémunération ;
- une autorisation précise de s’engager pour une opération déterminée le cas échéant (article 72 du décret no 72-678 du 20 juillet 1972).
- Le mandat doit être accompagné d'un document d'information pré-contractuel et si ce mandat est signé au domicile du client, celui-ci doit avoir 14 jours de réflexion (Loi Hamon, en cas de démarchage).

#### Tenue de registres
L’agent immobilier doit tenir un registre - répertoire (permettant d’enregistrer les mouvements financiers) et un registre des mandats. Ces registres peuvent être tenus et conservés sous forme électronique.

#### Paiement
Aucun versement n'est dû au mandataire tant que la transaction n'a pas été conclue entre les parties, par conséquent, le mandataire chasseur immobilier n'a pas la possibilité d'exiger une somme quelle qu'elle soit avant la signature définitive devant notaire ou à la levée des conditions suspensives.
La rémunération est donc au succès de la mission confiée.

#### Hypothèses de retrait de la carte d'agent immobilier
Le titulaire de la carte est dans l'obligation de la restituer aux services de la préfecture ou à un agent de l'autorité publique en cas de :
- cessation de la garantie financière (excepté lorsque le chasseur immobilier certifie ne pas détenir ni manipuler de fonds auquel cas il en est exonéré) ;
- suspension, expiration ou dénonciation du contrat d'assurance RCP ;
- interdiction ou incapacité d'exercer.

#### Sanctions pénales
- Est puni de six mois d’emprisonnement et de 7 500 euros d’amende le fait :
  - de se livrer ou de prêter son concours, de manière habituelle ou occasionnelle, à des opérations immobilières sans être titulaire de la carte d’agent immobilier ;
  - de ne pas effectuer la déclaration préalable d’activité d’une succursale, d’une agence ou d’un bureau ;
  - de négocier, d’entremettre ou de prendre des engagements pour le compte d’un titulaire d’une carte professionnelle sans y être habilité.

- Est puni de deux ans d’emprisonnement et de 30 000 euros d’amende le fait de recevoir ou détenir des sommes d’argent, biens, effets à l’occasion d’opérations immobilières en infraction avec la législation applicable.

Les personnes morales peuvent être également recherchées pénalement pour ces infractions et encourir notamment des peines d’amende, de dissolution ou d’interdiction d’exercer l’activité litigieuse.
- Est puni de cinq ans d’emprisonnement et de 375 000 euros d’amende le fait d’exercer cette activité immobilière en violation des incapacités susvisées (incapacités d’exercer la profession).

## Cas particulier de l'agent commercial immobilier
- Un agent commercial immobilier qui détient une attestation d'habilitation peut également effectuer des mandats de recherche. Il représente alors le chasseur immobilier.

Statut prévu à l'article 9 du décret no 72-678 du 20/07/72, elle garantit aux clients que le négociateur est habilité à entremettre, négocier et signer pour le compte de l'agence. Le négociateur peut donc justifier par cette attestation de sa qualité de représentant de l'agence et de l'étendue de ses pouvoirs. Toute personne intéressée (les clients particulièrement) peut vérifier l'existence de cette attestation. Celle-ci peut être retirée à tout moment. Elle se renouvelle tous les 10 ans en préfecture; son absence est sanctionnée pénalement.